# Rudolf Bernstein
Rudolf Bernstein (* 29. Februar 1896 in Berlin; † 4. Oktober 1977 in Bernburg) war ein deutscher Komintern- und Filmfunktionär.

## Leben
Bernstein besuchte die jüdische Knabenschule in Berlin, von 1906 bis 1912 das Gymnasium und danach eine Handelsschule in Verbindung mit einer kaufmännischen Ausbildung. 1915 wurde er zum Kriegsdienst eingezogen, aus dem er im Oktober 1918 desertierte, um sich mit den revolutionären Soldaten Russlands zu verbrüdern.
Anfang 1919 nahm er am Spartakusaufstand teil und wurde Mitglied der USPD, mit deren Mehrheit schloss er sich 1920 der KPD an.
Verheiratet war er seit 1921 mit Martha Neugebauer. Seine Tochter Hanna Podymachina wurde 1924 geboren.
Ab 1925 war er hauptamtlicher Funktionär der KPD. Er leitete verschiedene Parteibetriebe und wurde vor 1933 in der KPD-Zentrale im Karl-Liebknecht-Haus tätig als Sekretär der Geschäftsabteilung. Außerdem war er KPD-Bezirksverordneter in Berlin.
Nach dem Reichstagsbrand 1933 wurde er verhaftet und ohne Anklage im Polizeigefängnis Alexanderplatz und anschließend in Spandau, später im KZ Sonnenburg eingekerkert. Von dort wurde er als Zeuge zum Dimitroff-Prozess vorgeführt. Ihm und seiner Familie gelang 1934 die Flucht in die Sowjetunion, wo er für die Komintern tätig wurde.

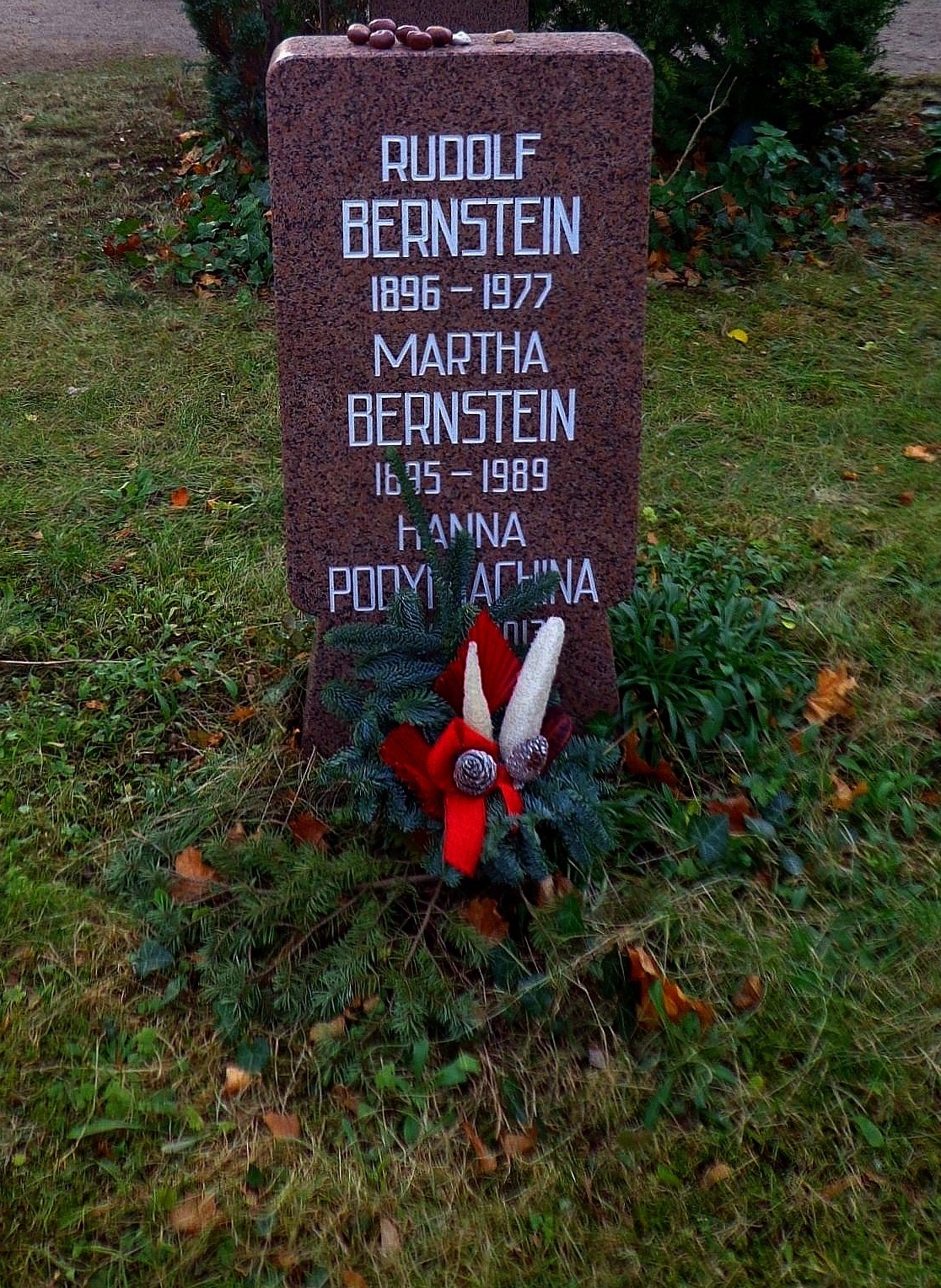
Grabstätte

1943 wurde er Hauptmann der Roten Armee und 1945 Redakteur der „Österreichischen Zeitung“ in Wien. 1947 kehrte er nach Berlin zurück und wurde bis 1950 Abteilungsleiter für die Parteibetriebe beim ZK der SED.
1950 wurde er zum deutschen Ko-Direktor des Progress Film-Verleihs ernannt. Am 1. Oktober 1955 wurde er zum ersten Direktor des Staatlichen Filmarchivs der DDR und blieb es bis zum April 1958.
Bernstein erhielt im Laufe seiner Karriere eine Reihe von Orden und staatlichen Auszeichnungen der DDR, darunter die Ehrenspange zum Vaterländischen Verdienstorden in Gold (1976) und die Verdienstmedaille der NVA in Gold (1970).
Seine Urne wurde in der Grabanlage Pergolenweg des Berliner Zentralfriedhofs Friedrichsfelde beigesetzt.

## Schriften (Auswahl)
- Folterhölle Sonnenburg. Tatsachen- und Augenzeugenbericht eines ehemaligen Schutzhäftlings. Verlag der Internationalen Roten Hilfe Zürich / Paris 1934[10]